# آهنگرکلا (چالوس)
آهنگرکُلا، روستایی است از توابع بخش مرکزی شهرستان چالوس در استان مازندران ایران.این روستا آخرین روستای غربی شهرستان چالوس و همجوار با شهرستان عباس آباد و بخش کلار  قرار دارد.فاصله این روستا با شهر چالوس ۱۶ کیلومتر و با شهر کلارآباد ۵ کیلومتر می باشد.

## جمعیت
این روستا در دهستان کلارستاق غربی قرار دارد و براساس سرشماری مرکز آمار ایران در سال ۱۳۸۵، جمعیت آن ۶۳۸ نفر (۱۷۶خانوار) بوده‌است. مردم آهنگرکُلا از قومیت طبری هستند. مردم آهنگرکُلا به زبان طبری با گویش چالوسی سخن می‌گویند.